# Cuodarima
Cuodarima (kinesiska: 错达日玛) är en sjö i Kina. Den ligger i provinsen Qinghai, i den nordvästra delen av landet, omkring 900 kilometer väster om provinshuvudstaden Xining. Cuodarima ligger 4 783 meter över havet. Arean är 55 kvadratkilometer. Trakten runt Cuodarima består i huvudsak av gräsmarker. Den sträcker sig 8,1 kilometer i nord-sydlig riktning, och 11,4 kilometer i öst-västlig riktning.